# European and Mediterranean Archery Union
La Federazione Europea e Mediterranea di Tiro con l'Arco (EMAU, dall'inglese European and Mediterranean Archery Union) fu fondata a Parigi (Francia) il 17 aprile 1988 su iniziativa di François de Massary, presidente della federazione francese, con l'obiettivo di promuovere la pratica del tiro con l'arco in Europa e nell'area mediterranea.
Erano presenti i delegati di 19 paesi europei: Belgio, Cipro, Cecoslovacchia, Danimarca, Francia, Gran Bretagna, Germania, Grecia, Israele, Italia, Lussemburgo, Monaco, Norvegia, Polonia, Portogallo, Svizzera, Paesi Bassi, Turchia, Iugoslavia.
Il secondo Congresso si tenne nel 1989 a Losanna (Svizzera), dove ha sede la FITA, e i paesi membri divennero 29.
L'ultimo Congresso si è tenuto il 12 marzo 2008 a Vittel (Francia) con 38 paesi membri.
L'inno dell'EMAU è stato scritto da Henoel Grech, stesso compositore dell'inno della cerimonia di apertura delle Olimpiadi Invernali di Torino del 2006. L'inno fu suonato per la prima volta nel 2008 in occasione degli XI Campionati indoor europei e del Mediterraneo di tiro con l'arco.
Durante il 13° Congresso EMAU che si è tenuto ad Amsterdam (NED) il 20 maggio 2012, i Delegati di 40 paesi hanno votato a larga maggioranza per cambiare il nome dell'European and Mediterranean Archery Union (EMAU) a World Archery Europe (WAE).

## Organi di dirigenza attuali
- Presidente: Mario Scarzella (ITA), attuale presidente della FITARCO
- Presidente Onorario: Ugur Erdener (TUR), attuale presidente della FITA
- Vice Presidente: Vladimir Esheev (RUS)
- Segretario Generale: Marinella Pisciotti (ITA)
- Tesoriere: Gianni Mangino (ITA)
- Membro del Consiglio: Kahraman Bagatir (TUR)
- Membro del Consiglio: Eva Thesen (NOR)
- Membro del Consiglio: Thierry Zintz (BEL)
- Membro del Consiglio: Evelyn Papadopoulou (GRE)